# Smyrna blomfildia
Smyrna blomfildia är en fjärilsart som beskrevs av Fabricius 1781. Smyrna blomfildia ingår i släktet Smyrna och familjen praktfjärilar. Inga underarter finns listade i Catalogue of Life.

## Bildgalleri

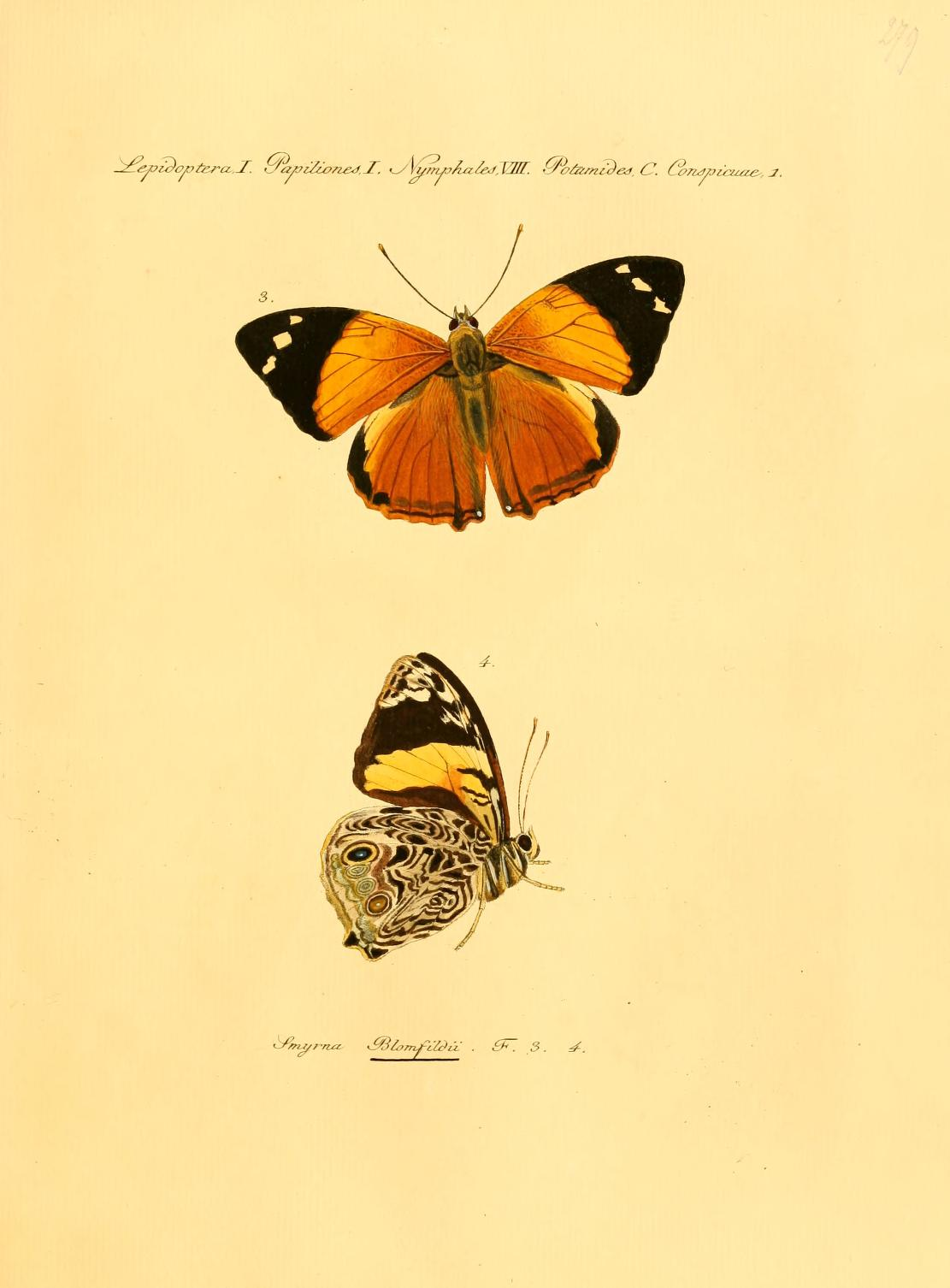
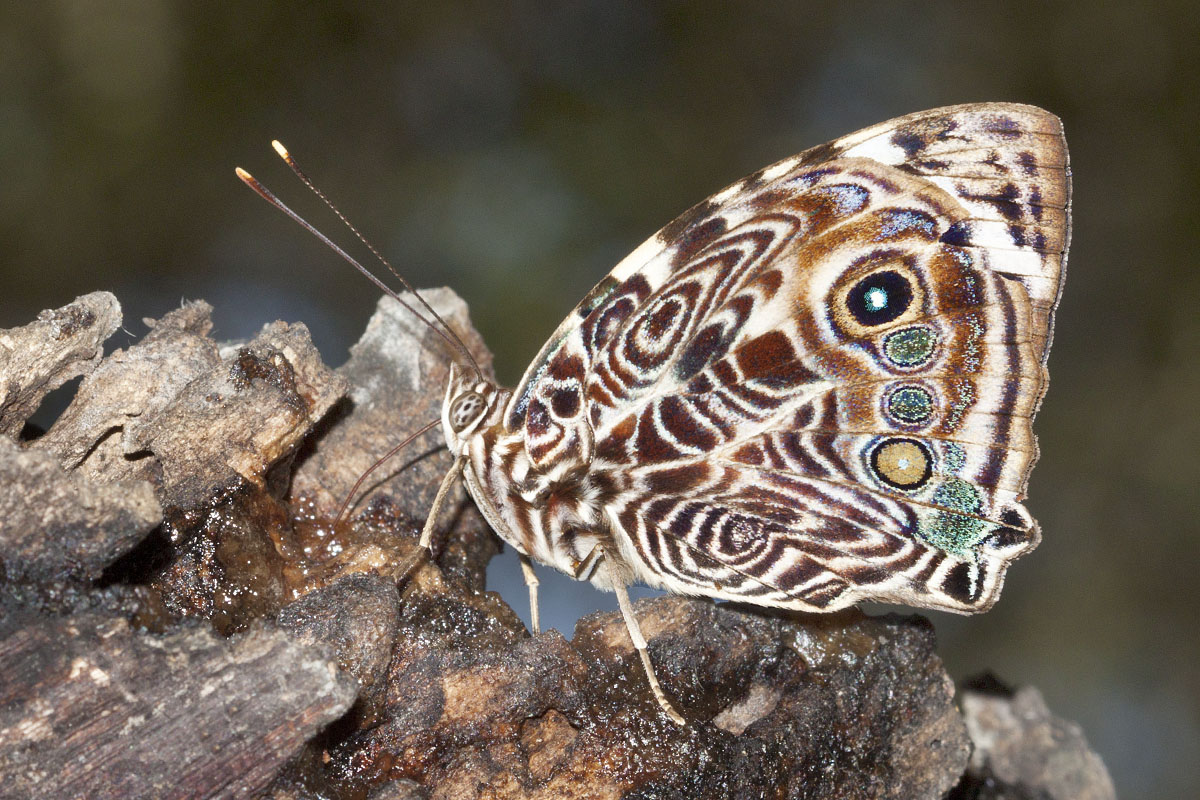